# 10042 Budstewart
10042 Budstewart este un asteroid din centura principală de asteroizi.

## Descriere
10042 Budstewart este un asteroid din centura principală de asteroizi. A fost descoperit pe 14 august 1985 la Stația Anderson Mesa de Edward L. G. Bowell. Asteroidul prezintă o orbită caracterizată de o semiaxă mare de 2,57 ua, o excentricitate de 0,22 și o înclinație de 12,8° în raport cu ecliptica.